# مضخة الصوديوم والبوتاسيوم

مضخة الصوديوم والبوتاسيم، صورة تظهر جريان الأيونات

مضخة الصوديوم والبوتاسيوم هي بروتين غشائي ضمني يخترق طبقتي الفوسفوليبيد للغشاء الهيولي ذو وظيفة إنزيمية مستهلكة للطاقة الناتجة عن إماهة جزيئة ATP إلى ADP + Pi لتعمل على نقل أيونات البوتاسيوم والصوديوم عكس تدرج التركيز. لها دور كبير في ثبات التركيز الأيوني على جانبي غشاء الخلية العصبية والعضلية. تسمح هذه المضخة بإدخال أيونيّ بوتاسيوم مقابل إخراج 3 أيونات صوديوم. هذه المضخة هي المسؤولة عن ظاهرة عودة الإستقطاب للخلايا العصبية بعد ظهور جهد الفعل.

## اكتشاف المضخة
اكتشفت مضخة الصوديوم والبوتاسيوم عام 1957 على يد الكيميائي الدنماركي ينس كريستيان سكو، حينما عمل كمساعد بروفيسور في قسم الفيزيولوحيا، في جامعة آرهوس الدنماركية. أعلن سكو عن اكتشافه هذا خلال مقالة نشرها في العام ذاته.

حصل سكو عام 1997 على نصف جائزة نوبل في الكيمياء «على اكتشاف الإنزيم الناقل للأيونات، مضخة الصوديوم والبوتاسيوم».

## وظيفة
تساعد مضخة الصوديوم والبوتاسيم في الحفاظ على جهد الراحة، النقل، وتنظيم حجم الخلية.

### جهد الراحة
من أجل الحفاظ على جهد الخلية، تحافظ الخلايا على تركيز منخفض من أيونات الصوديوم ومستويات عالية من أيونات البوتاسيوم داخل الخلية. تخرج مضخة الصوديوم والبوتاسيوم 3 أيونات صوديوم إلى الخارج وتدخل أيونيّ بوتاسيوم إلى داخل الخلية. من هنا، بالمجموع، تزيل المضخة أيون واحد موجب من داخل الخلية. (أنظر آلية العمل لمزيد من التفاصيل).

## آلية العمل
تعمل مضخة الصوديوم والبوتاسيوم في الأساس كبروتين حامل. أذ يحتوي هذا البروتين على موقعين لربط أيونات البوتاسيوم وثلاثة مواقع ربط لأيونات الصوديوم. بالإضافة إلى موقع ربط واحد لأدينوسين ثلاثي الفوسفات (ATP).

صورة توضيحية لآلية عمل مضخة الصوديوم والبوتاسيوم

عندما يستهلك لأدينوسين ثلاثي الفوسفات، يمكن لمضخة الأيونات نقل ثلاثة أيونات الصوديوم من السيتوبلازم إلى الفضاء خارج الخلية. في المقابل ينقل اثنان من أيونات البوتاسيوم من السيتوبلازم إلى الخلية. تحدث هذه العملية في عدة خطوات كما يلي:
- البروتين الناقل مفتوح للسيتوبلازم. تدخل ثلاثة أيونات الصوديوم إلى البروتين وترتبط بمواقع ارتباط محددة.
- داخل غشاء البروتين يرتبط جزيء أدينوسين ثلاثي الفوسفات بموقع ارتباط محدد، ثم يشق هذا الجزيء بإطلاق ماء. والنتيجة ترتبط فوسفات المجموعة لفترة قصيرة بحمض أميني لمضخة الصوديوم والبوتاسيوم.
- تطلق الطاقة أثناء انقسام جزيء أدينوسين ثلاثي الفوسفات، مما يغير الترتيب المكاني لمضخة الصوديوم والبوتاسيوم ويفتح البروتين الحامل خارج الخلية.
- تنفصل أيونات الصوديوم الثلاثة عن مواقع الارتباط الخاصة بها وتدخل إلى الوسط الخارجي، يدخل اثنان من أيونات البوتاسيوم إلى البروتين من خلال الفجوة المفتوحة. مما يعيد مضخة الصوديوم والبوتاسيوم إلى حالتها الأصلية.
- تنفصل أيونات البوتاسيوم وتتدفق إلى داخل الخلية. من خلال هذه العملية، تحافظ مضخة الصوديوم والبوتاسيوم على ما يسمى بغشاء الراحة (أو جهد الراحة).